# Король циган

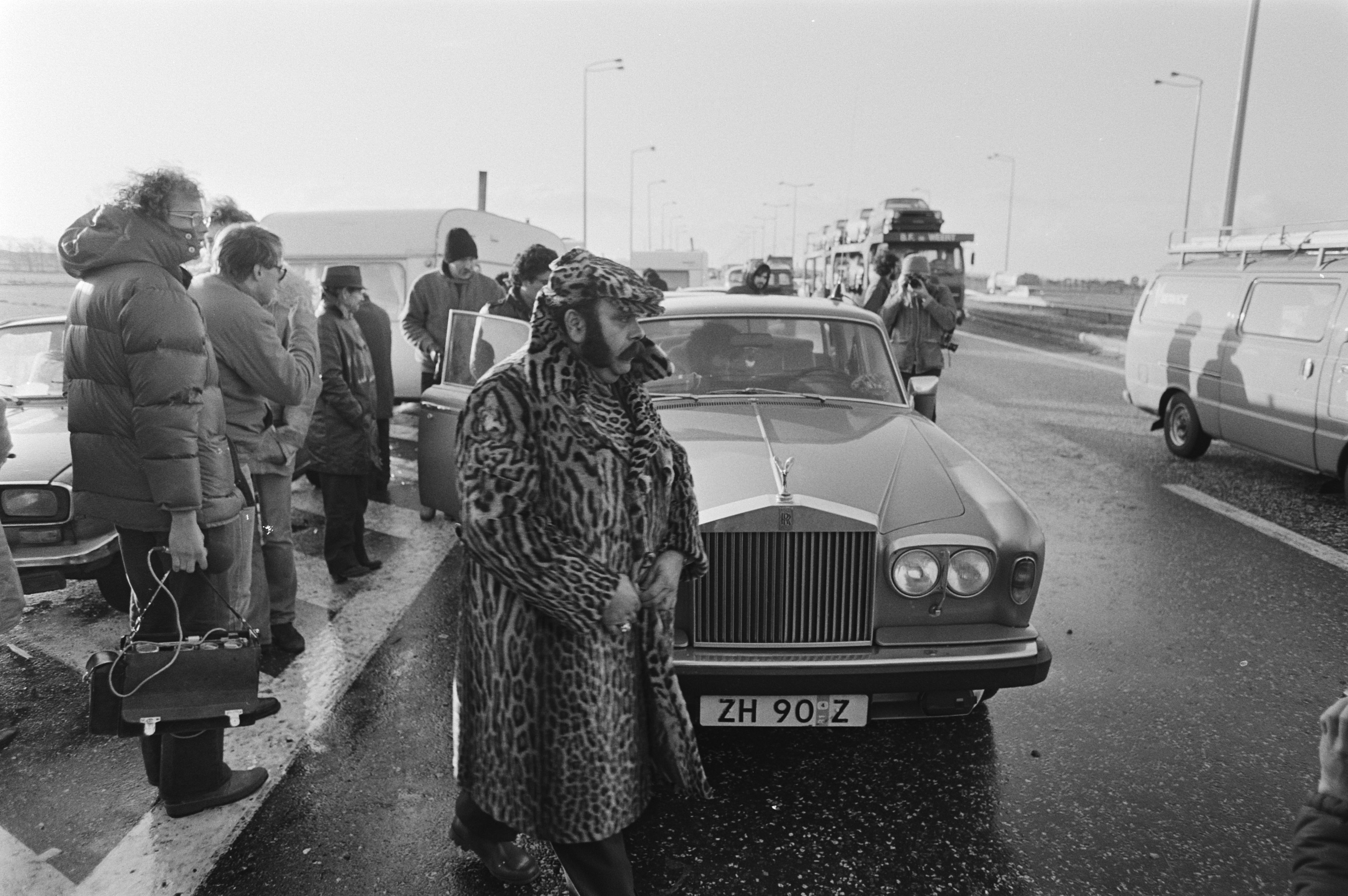
, нідерландський «циганський король», в шубі зі своїм Rolls-Royce Silver Shadow, 16 січня 1981

Король циган (циганський король) — титул лідера циганської спільноти. Протягом століть титул циганського короля присвоювався багатьом людям. Це явище різне як культурно, так і географічно. Його можна успадкувати, набути шляхом схвалення чи позову або просто вимагати. Ступінь влади, пов'язаної з титулом, різнився; вона може бути обмежена невеликою групою в певному місці або багатьма людьми на великих територіях. У деяких випадках претензії явно були результатом зв'язків з громадськістю. Оскільки термін циган також використовується по-різному, королем циган може бути людина, яка не пов'язана з ромами.
Науковці припускають, що титул з'явився в місцях, де їхні злочини переслідувалися місцевою владою. «Король циган» — це особа, як правило, низького рангу, яка ставить себе в ризиковане становище тимчасового зв'язку між ромами та «гадже» (нециганами). Арешт такого «Короля» обмежив кримінальну відповідальність ромів.

## Болгарія

### Мустафа Шибіль
Мустафа Шибіль (убитий у 1870 році), ром-мусульманин, претендував на титул під час свого перебування в Балканських горах біля Слівена під час та після Кримської війни.
Циганський король асоціюється з міфічною силою, здатною розділити воду своїм мечем, лопатою та головою після того, як її відрізали, згідно з переказами, зібраними в 1981 році від циган у Болгарії.

## Англія

### Циганські вожді
Протягом століть були однією з найбільших і найважливіших циганських родин Англії були Босвелли. Клан Босвелл був великою розширеною родиною мандрівників, і на старому ноттінгемширському діалекті слово bos'll використовувалося як термін для мандрівників і циган загалом. Отже, багато тих, хто претендує на титул Короля циган, походять із родини Босвеллів.

#### Ханіель Босвелл
Був сином Френсіса Босвелла.

#### Джейкоб Ревбрі
«Псевдонім короля циган» із Вестмінстерського університету Св. Маргарет, якого судили в Олд-Бейлі 28 серпня 1700 року за насильницьку крадіжку та пограбування на дорозі. Стверджувалося, що він пограбував «одну Ребекку Селлерс біля шосе, … забравши у неї 3 золоті каблучки та 9 грошима» в січні того ж року. Присяжні визнали його винним у крадіжці, але не в пограбуванні, оскільки «виявилося, що він маніпуляціями [обманом] спонукав її до цього». Звинувачений був засуджений до штрафних санкцій.

#### Джеймс Босвелл
Похований у Россінгтоні, поблизу Донкастера в Йоркширі. У «Топографічному словнику Йоркшира» Ленгдейла (1822) говориться: «На подвір'ї церкви був камінь, два кінці якого нині збереглися, де було поховано тіло Джеймса Босвілла, короля циган, який помер 30 січня 1708 року. Кілька років південні цигани мали звичай щорічно відвідувати його могилу і виконувати там деякі зі своїх звичайних обрядів; одним із яких було вилити на могилу пляшку елю». Це схоже на ритуал «стримування шахрая», згаданий Томасом Гарманом, у «Кущі жебраків» і Бемпфілдом Муром Керью.
Повідомлялося про традицію щорічного відвідування могили Чарльза Босвелла поблизу Донкастера протягом понад 100 років у 1820-х роках, включаючи обряд виливання кухля гарячого елю в могилу. Це може бути та сама особа. Могила розташована біля головних дверей, що ведуть до церкви, в тіні темного дуба. Зараз він покритий мохом, але все ще читається. Слова «Король циган» будуть лежати там вічно, тоді як таємниця чорного кота на надгробку досі не розгадана. — інформація про могилу А. Нідхема – П. Нідхем, церква Св. Михайла.
Роберт Босвелл
Народився близько 1735 року у Вілтширі, похований у Лодерсі, Дорсет, у січні 1806 року, на пам'ятнику на якому написано «Король циган». Роберт, ймовірно, є батьком Лукреції/Люсі, дружини Джосії Сміта. Лукреція померла в Халтоні, Честер, однак з невідомих причин її поховання відбулося в Бейтоні, Дербішир. На могилі Лукреції є напис «Королева циган», що стало причиною багатьох народних казок про її життя. У 1998 році поруч був побудований паб, який отримав назву «Циганська королева».

#### Генрі Босвелл
«Король циган» помер у 1760 році у віці 90 років і був похований в Іклфорді поблизу Гітчіна, Хартфордшир, у церкві Св. Катерини, як і його дружина та онука. Королівський національний і комерційний довідник і топографія Herts, Pigot & Co., Лондон, 1839.

#### Едмунд Машитер
Едмунд Машитер aka «Стара Мила», померла в Болтоні, Ланкашир у 1811 році у віці 90 років. Повідомлялося, що він «справедливо отримав титул Короля жебраків», оскільки провів у дорозі 70 років. Повідомлялося, що він був сином шкільного вчителя і добре освіченим, але вибрав дорогу за власним бажанням і вів мандрівне життя, поки не прикутий до ліжка.

#### Генрі Босвелл
«Король циган» помер у 1824 році в Стемфорді, графство Лінкольншир.

#### Луїс Босвелл
Луї Босвелл був похований у церкві Іствуда, Саутенд-он-Сі в 1835 році. У книзі поховань він описаний як «Мандрівник 42 років». – «Цей чоловік, відомий як циганський король, був похований у присутності величезного натовпу глядачів».

#### Інверто Босвелл
На церковному подвір'ї парафіяльної церкви Святої Марії, Калн, Вілтшир, могила в пам'ять про Інверто Босвелла, похованого 8 лютого 1774 року, сина короля циган Генрі Босвелла. Він встановлений у зовнішній стіні церкви.

#### Гаррі Бертон
Описаний як «Король циган», помер у Воркгаузі у Вінкантоні, Сомерсет, у віці 94 років у 1847 році.

#### Абсалом Сміт
Був відомий як король циган після своєї смерті у віці 60 років у 1826 році в Твіфорді, Лестершир. На його похоронах 10 лютого 1826 року були присутні понад 60 циган. « Манчестер Таймс» повідомила, що його обрали королем у першій половині ХІХ століття, і йому було надано особливі обряди поховання, на церемонії були присутні родини мандрівників із дванадцяти таборів. Він був відомим скрипалем у місцевості, часто грав на поминках і святкуваннях і мав доньку Беатту Сміт, відому красуню, чий портрет був виставлений у замку Белвуар.

#### Метті Купер
У 1870-х роках викладав ромську мову Чарльза Годфрі Леланда (1824—1903), американського фольклориста та засновника Товариства циганського вивчення. Леланд стверджував, що Купер був королем циган в Англії.

#### Ксав'єр Петуленгро/Сміт
Був описаний як король циган у розповіді про ромське весілля в Бейлдоні в Йоркширі в 1937 році між його сином Леоном Петуленгро/Смітом та Іллеаною Сміт, обидва з Колчестера, Ессекс. Відповідно до підпису до фотографії Ксав'є Петуленгро порізав руки подружжю, щоб змішати їх кров під час церемонії. Після весілля пара вирушила на північ до Блекпула. Під час війни Леон був у Королівських ВПС, а Ілеана (Ейлін) була водійкою штабної машини ICI. Шлюб було розірвано в 1947 році в Ноттінгемі. Бейлдон був відомим ярмарком і місцем зустрічі циган. Петуленгро/Сміт був добре відомий як телеведучий на циганську тематику. Його син Леон Петуленгро/Сміт писав для журналу «Woman's Own».

#### Гілдерой Скемп
Народився в Орпінгтоні, Кент у 1812 році і був відомий як король кентських циган. Жив у Фолкстоуні, графство Кент, займався боксерством і різанням ножиць.

#### Луї Велч
Луї Велч з Дарлінгтона був описаний британськими ЗМІ як «Король циган», титул, присвоєний найкращому боксерові з голими пальцями в Романічалі; в основному від спільноти Великої Британії та Франції, після передбачуваного нападу шести чоловіків з ножами, можливо, з конкуруючої групи мандрівників, у Камбрії. Він відмовився давати свідчення проти своїх нападників, заявивши, що це «суперечить кодексу честі мандрівників», і після того, як присяжні не змогли винести вердикт, було призначено повторний розгляд справи.

### Розбійники та робердсмени на ім'яМартін Маркалл
Коротка книга «Мартін Маркалл, Бідл із Брайдвелла» була опублікована в Лондоні в 1610 році. Автор вказується як «SR», якого зазвичай ідентифікують як Семюеля Ріда, автора «Мистецтва жонглювання» або «Легердемен», пізнішої книги про шахрайську літературу, обіцяну Мартіном Маркаллом. Книга має сумнівну правдивість, і великі розділи взяті з праць Томаса Деккера, хоча Френк Ейделотт, який датує книгу 1608 роком, називає її переважно оригінальною. Він містить нібито список ватажків «полку розбійників», який повторює генеалогію видатних родин. Мало хто мав щось спільне з циганами, але вони вказують на контекст, у якому ідентифікували деяких королів циган.

#### Синя Борода і Г'ю Робертс
Обидва солдати, які служили у Франції. Синя Борода був схоплений і страчений незабаром після того, як був зроблений «їхнім капітаном». Потім Робертс зібрав у Кенті близько 100 «людей і бродяг», до яких приєдналися 400 «людей без господаря». Разом вони приєдналися до Джека Кейда і увійшли в Саутворк. Після закінчення повстання Кейда Робертс пішов до лісу з невеликою групою, яка жила крадіжками, згідно з власними правилами. Після року такого життя ці «Робердсмени» роз'їхалися по всій Англії, присягнувшись зустрічатися кожні три роки та приєднавшись до інших «заворушень і повстань». Робертс також «мандрував» і «тримав свій двір», поки його не вбили в 1461 році. 

#### Дженкін Каудідл
Був обраний рештою «Робердсменів» у «своєму звичайному місці зустрічі» «за загальною згодою». Він був «мандрівним пройдисвітом», «дуже схильним до лайки, пияцтва та розпусти… товстий, зухвалий і лютий». Він вимагав право першої ночі і наказав, щоб усі жебраки щосуботи ввечері повністю витрачали свій щотижневий заробіток. Рід каже, що він воював разом із «300 пошарпаними шахраями» під час повстання на південному заході Англії проти Едуарда IV і загинув у битві при Тьюксбері (1471). На відміну від Робертса, який, можливо, був реальним персонажем, цей Каудідл, здається, був повною вигадкою.

#### Списінг
Не зупиняючись, решта «Робердсменів» «викликала їх на рандеву… і там, за повної згоди всієї компанії, вони обрали одного Спісзінга його наступником». Ім'я Спісзінг не вказано. Йому приписують наказ, щоб усі мандрівники, які жебракували, були «затримані як ізгої» «тодішнім головним командиром», сплачуючи плату пивом, хоча це було виправдано, якщо його батько та дід були ізгоями. Спайсінг приєднався до більшого повстання Томаса Невілла, Бастарда Фоконберга. Він очолював загін, який атакував Олдгейт, і майже досяг успіху, доки частини його загону не потрапили в пастку під час падіння порткулі. Вважається, що Спайсінг правив 11 років до того, як був повішений за вбивство у Вомборні, графство Стаффордшир, уникнувши тієї ж долі раніше, шукаючи притулку у Вестмінстерському абатстві. Існують історичні записи про Спісінга як лідера контингенту Ессекса під час повстання Невіла, але після нього його стратили, а його голову виставили на Олдгейті.

#### Пафф Дік
Був наступним обраним, експертом у шахрайстві із завантаженими кубиками та відзначився у «всіх пороках». Він повторив вимогу Каудідла до злодіїв і жебраків витрачати свої нечесно здобуті гроші, а не рятувати їх. Рід каже, що він правив 8 років, перш ніж померти від «[французької] віспи та неаполітанського лишаю». Як і Каудідл, Дік, здається, був цілком вигаданим.

#### Лоуренс Кроссбайтер (він же Довгий Лоренс)
Лоуренс Кроссбайтер був наступним обраним лідером, чоловіком віком 50–60 років. Його мистецтвом було «перехресне»; крадіжка у клієнтів повій. Повідомляється також, що він помер «від кишки… виїденої віспою, коли він ще був живий». Рід описав його як боягуза і раба за те, що він не зміг прийти на допомогу повстанцю Перкіну Варбеку.

#### Річард Скелтон
Був одним із радників Ворбека, «відомим шахраєм». Далі його «привели до обраного місця зустрічі, і там урочисто посадили шахрая і зробили їх генералом». Раніше він був кравцем у Тонтоні, графство Сомерсет, «з гордим і пихатим характером» і «прожив у цьому новому уряді» до 1501 року. Сер Френсіс Бекон записав Скелтона як радника Варбека, але він нічого не говорить про свою діяльність після повстання.

#### Кок Лорел
Був обраний його наступником «Генеральною радою». Кок Лорел був «найвідомішим брехуном, який жив коли-небудь». Він правив до 1533 року. Щоб прикрити свої крадіжки, він сповідував професію ремесла. Рід каже, що його підступи записані в старому рукописі, який зберігається як «Зал Маундерса», що дає спільноті ізгоїв схожу структуру на структуру торгових гільдій. Кок Лорел був великим міфічним лідером розбійників Тюдорів. Його ім'я означає саме це: «півень» означає лідера, а «лорел» або лосель" означає негідника. Вперше він з'являється приблизно в 1500 році в «Човні Півня Лореля» і згадується в « Шосе до Шпіталхауса» Роберта Копленда (1535). Йому приписують схвалення «Братства волоцюг» Джона Одеслі (1561), в якому він названий творцем двадцяти п'яти орденів шахраїв, відтворених у «Попередженні Томаса Гармана для звичайних курсіторів» та багатьох інших творах шахрайської літератури. Немає записів про будь-яку реальну особу, на якій він базувався. Вважається, що Кок Лорел провела зустріч з лідером єгиптян Джайлзом Хатером на їхній базі в The Devils Ass Peak у Дербіширі. Рід стверджує, що на цій зустрічі вони винайшли нову та таємну злодійську мову, «щоб не так легко було сприйнято та відоме їхні підступи, підступство та злодійство».

#### Джайлз Гатер
Став головою полку або братства єгиптян на півночі близько 1528 року. Вони, каже Рід, мандрували групами з понад сотні чоловіків і жінок, на конях, з почорнілими обличчями, і практикували легердемен і ворожили за допомогою хіромантії, радуючи простих людей своїм одягом.

#### Кіт Каллот
За Рідом, Каллот, «королева Єгипту», супроводжувала Джайлза Хатера. Ці назви були традиційними; Гатер згадується Томасом Одеслі (1561). Назви «Kit» і «Callot» походять від Пірса Плуга. Хоча уряд Тюдорів, як місцевий, так і національний, дуже цікавився єгиптянами, в їхніх записах немає записів про імена.

## Угорщина

### Тамаш Болгар
Він був названий воєводою «фараонського народу» в 1496 році. Здається, він очолював групу металістів, коли постачав єпископу Печа гарматні ядра. Майже напевно він був тією самою особою, якій у 1501 році польсько-литовський король надав привілеї Василю як лідера «циганів».

## Італія

### Скарамучча
Цей «Король циган» пропонується як можлива модель для «Гротескної голови» за ескізами людської фізіономії Леонардо да Вінчі, датовані (бл. 1503-07). Джорджіо Вазарі повідомив, що Леонардо виконав малюнок «циганського капітана Скарамуччіа», яким володів Вазарі, але невідомо, що з ним сталося.

## Норвегія

### Сім'я Каролі
У 1980-х роках Полікарп Каролі почав називати себе «королем усіх циган у Норвегії».
У 1990 році, коли більша частина родини відбувала покарання у в'язниці, онук Полікарпа Мартін Ерік Каролі проголосив себе «Королем одного мільйона циган», стверджуючи, що його запланували на столітню церемонію коронації в Центральній Європі. Після смерті Полікарпа в 2001 році двоє його синів публічно змагалися за титул «Короля всіх циган світу», оцінюючи 47,8 мільйонів підданих у всьому світі та посилаючись на різні стародавні церемонії та королівські реєстри.

## Польща

### Матіаш Королевич
Польська королівська канцелярія присвоїла йому титул «Король циган» у 1652 році після смерті Янчі, який раніше був главою ромів. Пізніші королі циган, здається, призначалися з аристократії.

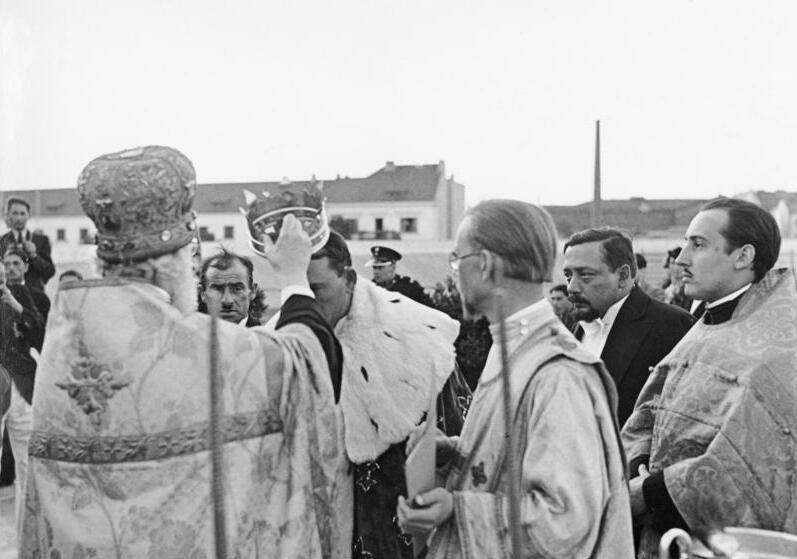
Коронація Яноша I у Варшаві, 1937 рік

### Сім'я Квіків
У міжвоєнний період родина Квіків стала майже «королівською династією» ромів Польщі з деяким визнанням місцевої поліції та урядовців. Один із членів династії, Януш Квік, був офіційно визнаний архієпископом Варшави в 1937 році і згодом був коронований як Янош I на Стадіоні Національної армії перед тисячами людей, серед яких були запрошені кілька глав європейських держав. Він оголосив про свій намір подати петицію Беніто Муссоліні про надання землі для поселення ромів у Східній Африці план, який провалився через союз Муссоліні з нацистською Німеччиною, яка рекомендувала знищити ромське населення.

## Румунія

### Юліан Редулеску
У 1993 році Юліан Редулеску проголосив себе «імператором ромів всього світу».

### Флорін Чоаба
У 1997 році Флорін Чоаба отримав титул «Король ромів всього світу» від свого батька Іоана Чоабе, який отримав титул у 1992 році. Повідомлення 2003 року про те, що Чоаба, п'ятидесятницький священик, видав заміж власну дочку у віці 12 (або 14 років), викликали обурення в західних ЗМІ. Економічна і соціальна рада ООН відвідала його в 1999 році, коли він готував доповідь про расизм і нетерпимість, і описала, що він присвятив себе економічній діяльності для підтримки громадських проектів, а також виявляв «моральний авторитет» і мав «деякий вплив» як радник. Він помер 18 серпня 2013 року після серцевого нападу під час відпустки в Анталії, Туреччина. Його наступником на посаді короля став його син Дорін Чоаба.

### Дорін Чоаба
Після того, як його батько, Флорін Чоаба, помер у 2013 році, Дорін Чоаба взяв на себе роль «Короля ромів усього світу». Відтоді він намагався вирішити одну з постійних проблем циганської культури, дітей, які одружувалися в молодому віці, оскільки він сам був суб'єктом цієї практики.

## Шотландія

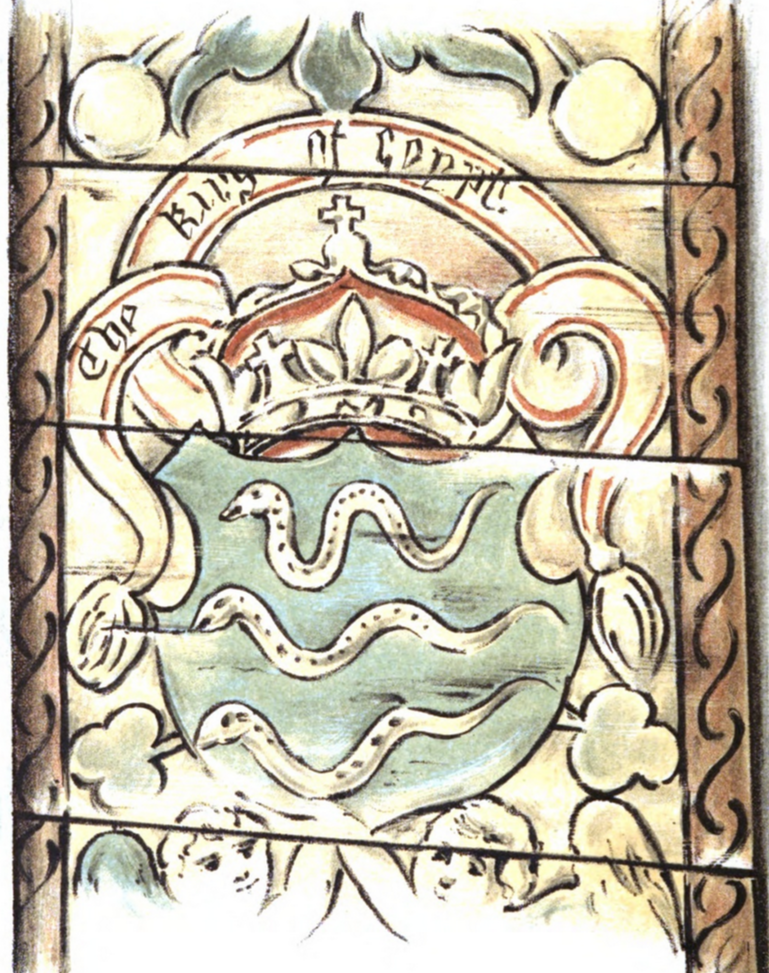
Герб «короля Єгипту» з герба замку Білий Нанроу.

### Джон (Джонні) Фаа
Джонні Фаа з Данбара був лідером «єгиптян», або циган, у Шотландії. Фаа отримав лист під таємною печаткою від короля Якова V у лютому 1540 року, який був оновлений у 1553 році. Воно було адресоване «нашому луїту Джону Фоу, лорду та ерлю Літіл Єгипту», встановлюючи його владу над усіма циганами в Шотландії та закликаючи всіх шерифів у країні допомогти йому «у здійсненні правосуддя над його компанією та людьми», які були «відповідати законам Єгипту».
Він воскрес у художній літературі в «Рейдерах» С. Р. Крокетта та в трилогії Філіпа Пуллмана «Його темні матеріали».

### Джон Ванне
Син і наступник Джонні Фаа, Джон Ванн отримав королівську владу над усіма «єгиптянами» в Шотландії в травні 1540 року.

### Патрік Фаа
Патрік був першим зафіксованим циганським королем у Кірк Єтхольмі. Разом із сімома іншими циганами його «засудили до довічного перевезення до Королівської Америки».

### Вільям Фаа І
Король Вільгельм I, відомий як «Глід Нікіт Вулл» через викривлення форми горла, народився приблизно в 1700 році та помер у Колдінгемі в 1784 році у віці близько 84 років. Він народив 24 дітей від трьох дружин. Його смерть у Колінгемі описана Вільямом Смітом, Бейлі в Келсо, який стверджує, що «Коли старому Віллу Фаа було понад вісімдесят років, він відвідав мене в Келсо, по дорозі до Единбурга, сказавши, що збирається до Едінбурга, щоб побачити лейрда… перед його смертю», а також, що після успішного завершення цього візиту «він отримав лише довжину Колінгема, коли захворів і помер». Вілл стверджував, що походить від Джонні Фаа, лорда Маленького Єгипту.

### Вільям Фаа II
Вілл Фаа, «Король циган», помер у Кірк-Йетхольмі 9 жовтня 1847 року у віці 96 років. Він був сином Вільяма Фаа I. Вільям Фаа був трактирником (належав «The Queen») і футболістом, який жив у «Циганському палаці» біля Грін і розважав там відвідувачів. Kelso Mail опублікував його некролог під назвою «Смерть циганського короля», у якому говорилося, що він «завжди вважався більш поважним персонажем, ніж будь-хто з його племені, і міг похвалитися тим, що ніколи за своє життя не сидів у в'язниці». Його будинок продовжував залишатися туристичною визначною пам'яткою, і, як повідомляється, на іншому боці вулиці Кірк Єтхольм Грін був «Старий палац». Вільям помер без потомства в 1847 році, коли «Корона» перейшла до чоловіка його сестри Естер Чарльза Блайта (1775—1861). Чарльз був освіченою людиною, яка багато зробила, щоб відповідати своїй ролі. Після його смерті в 1861 році між його численними дітьми виникла боротьба за право бути монархом. Роль дісталася його дочці Естер Фаа Блайт, яка правила до 1883 року, коли циганська культура зазнала серйозного занепаду. Після кількох років перерви в 1898 році одного з її синів Чарльза Резерфорда переконали прийняти цю посаду, і в 1898 році відбулася церемонія циганської коронації. На цьому етапі роль була значною мірою спробою підняти туризм. Чарльз помер у 1902 році, і титул не був відновлений. Теперішньою «королевою» вважають домогосподарку з Единбурга. Ланцет і футляр, що належали Вільяму Фаа II, можна знайти в колекціях Національного музею Шотландії.

### Чарльз Фаа Блайт І
Чарльз Фаа Блайт був зятем Вільяма Фаа II, і коли він помер без потомства, титул короля циган був переданий Чарльзу, чоловікові його сестри Естер. Чарльз народився в 1775 році і помер в 1861 році. Він був коронований королем місцевим ковалем Джорджем Гладстоном 25 жовтня 1847 року у віці щонайменше 70 років. Його спадкоємицею стала його донька Естер Фаа Блайт, яка народилася на початку 1800-х років і померла 12 липня 1883 року.

### Чарльз Фаа Блайт II
Чарльз Резерфорд (відомий як Чарльз Фаа Блайт II), який народився близько 1825 року, був сином Естер Фаа Байт, циганської королеви. У період між смертю Естер Фаа Блайт у 1883 році та приходом на престол Карла II у 1898 році не було жодної циганської королівської родини, коронованої в Кірк Єтхольмі. Церемонія його коронації була справжнім видовищем, коли всі місцеві жителі одягалися на користь фотографів. Багато фотографій з цієї події все ще збереглося.

### Вільям (Біллі) Маршалл
Вільям (Біллі) Маршалл (1672—1792) помер у віці 120 років, жив у Міннігаффі, Кіркудбрайтшир, Галловей, Шотландія. Він похований на кладовищі в церкві Святого Катберта в Кірккудбрайті. 6 лютого 2018, AJMcC, The Tinkler Gypsies of Galloway, Ендрю Маккормік

## Сполучені Штати

### Том «Тома» Міллер
Хто жив у Нью-Йорку, багато хто називав його королем до його смерті в 1990 році. Том Міллер зіграв коротку епізодичну роль у фільмі «Анджело, моя любов» режисера Роберта Дювалла, фільмі про життя ромської Америки в 1970-х роках.

### Фібі Бродвей Стенлі
Стенлі, відомі як торговці кіньми, є Романічалом і прибули до Сполучених Штатів з Англії в 1857 році на кораблі під назвою SS Kangaroo. У тих, хто оселився на північному сході, було багато «королів» і «королів». Фібі Бродвей Стенлі (1859—1940) була одружена з Томасом Стенлі та прожила свої пізні роки в Нейтіку, штат Массачусетс, де місцевий торговець антикваріатом, який придбав візок у Стенлі, помітив її барвистий фургон Vardo (ромський візок) у дворі її сина і згодом пожертвував його Лонг-Айлендському музею американського мистецтва, історії та екіпажів, де він був відреставрований і зараз знаходиться.

### Невідомі роми
У 1953 році Анаіс Нін прооперували рак яєчників у лікарні Лос-Анджелеса. У своєму щоденнику вона згадує, що «королю циган у той самий час робили операцію» і що приблизно шістсот членів його племені розбили табір у лікарні або поблизу неї відповідно до їхнього закону: «жодна лікарняна дисципліна не відганяти їх». Вона розмовляла з кількома учасниками гурту та впізнала їх як ромів.

## Венесуела

### Анджело Валеруго III
З 1998 року Анджело Валлеруго III був прийнятий циганами Венесуели своїм королем.

## Вельз

### Абрам Вуд
Абрам Вуд був головою родини валлійських ромів у 1700-х роках. Вони були музикантами і розмовляли старим ромським діалектом.

## Туреччина

### Куштепелі Ердін
З 2005 року до своєї смерті в 2017 році мусульманський ром Куштепелі Ердін був самопроголошеним королем усіх ромів у Туреччині. Він жив у Куштепе-Шішлі в Стамбулі.

## У масовій культурі
Боксера-чемпіона у важкій вазі Тайсона Ф'юрі називають «Циганський король». Він пов'язаний з Бартлі Горманом, який претендував на титул «Короля циган» через його майстерність у боксі з голими кулаками.
Класичний денний готичний телесеріал «Темні тіні» показував вигаданого короля циган на ім'я Джонні Романо під час арки 1897 року.